# Entre-Deux-Mers
Entre-Deux-Mers (fransk mellem to have) er et vindistrikt, der ligger mellem floderne Garonne og Dordogne i Gironde, Frankrig. Der produceres hovedsagelig tør hvidvin, men også rødvin.